# Gouvieux
Gouvieux è un comune francese di 9 840 abitanti situato nel dipartimento dell'Oise della regione dell'Alta Francia.

## Società

### Evoluzione demografica
Abitanti censiti